# Orthops kalmii
Orthops kalmii är en insektsart som först beskrevs av Franz Xaver Fieber 1858.  Orthops kalmii ingår i släktet Orthops och familjen ängsskinnbaggar. Arten är reproducerande i Sverige. Inga underarter finns listade i Catalogue of Life.

## Bildgalleri

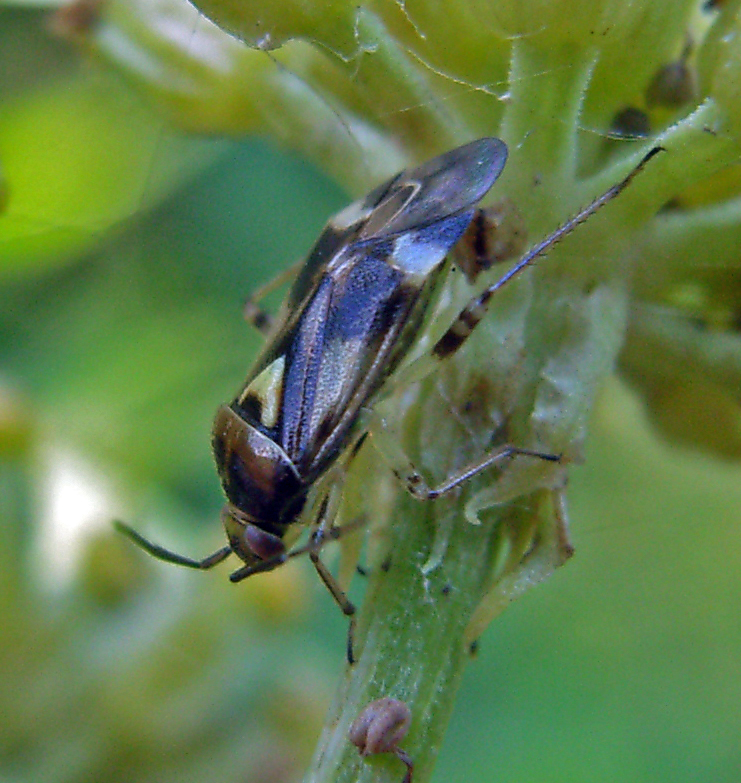
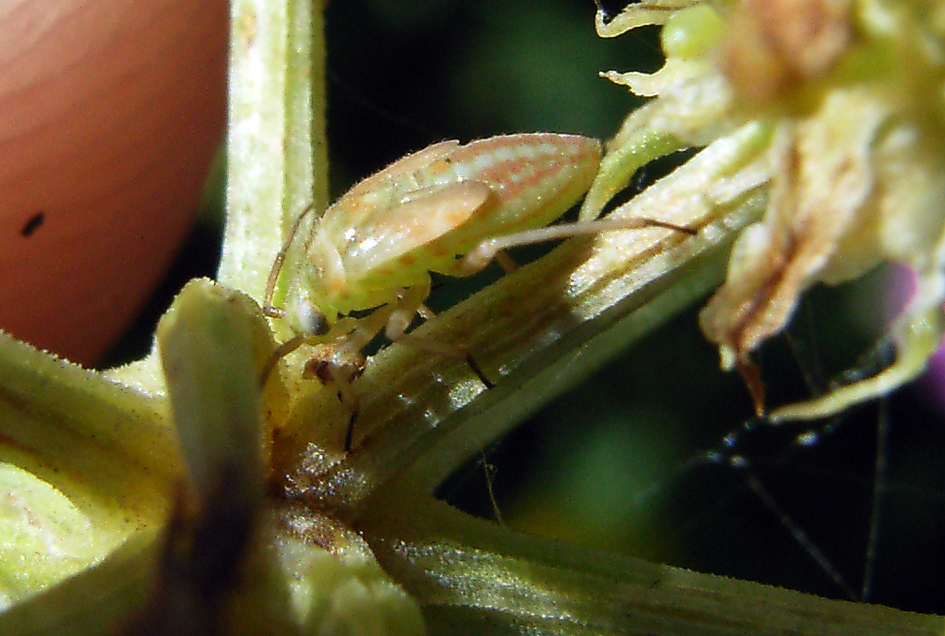